# 주지유
주지유(朱之瑜, 1600년 ~ 1682년)는 명나라의 문신이다. 자는 노서(魯嶼) 혹은 초서(楚嶼), 호는 순수(舜水)이다. 호를 따서 주순수(朱舜水)로도 통칭된다. 나중에 일본에 정착하였다.

## 생애
1644년 북경이 청군에 의해 함락된 이후, 주순수는 반청 활동에 참가했다. 1657년, 안남국(安南國)으로 가서 벼슬을 권유받았으나 안남국왕 앞에서 무릎을 꿇지 않아 본국으로 추방당하였다. 이후에도 중국 화남(華南), 안남, 일본 등지로 돌아다니며 무역을 하여 반청운동에 필요한 자금을 마련해 나갔다. 남명(南明) 노왕(魯王) 주이해(朱以海)를 지지하고 한때 정성공(鄭成功)에 협력하기도 했다. 1659년, 남경(南京) 공략전투에 참가하기도 했다. 공략이 실패로 돌아가자, 같은해, 정성공의 사신으로 일본 나가사키(長崎)에 가서 구원을 요청하였다. 다음해(1660), 일본 야나가와 번(柳川藩)의 학자인 안도 세이안(安東省菴)의 도움으로 (막부 인가(認可)의) 영주권을 얻어냈다. 1665년,이어 미토번(水戸藩) 번주(藩主) 도쿠가와 미쓰쿠니(徳川光圀)의 초청으로 에도(江戸)에서 유학을 강의하였다. 미토(水戸)의 대성전을 건립할 때 성묘(聖廟), 명륜당(明倫堂), 존경각(尊經閣)을 설계하였다.
주지유의 유학은 일본 유학에 상당한 영향을 끼쳤다. 특히 도쿠가와 미쓰쿠니를 중심으로 한 미토학(水戸學)에 큰 영향을 끼쳤다.
무덤은 현재 일본 이바라키현(茨城県) 미토시(水戸市)에 있다.